# NASA Astrobiology Institute
La NASA Astrobiology Institute (NAI, Institut d'Astrobiologia de la NASA) es va establir el 1998 per la National Aeronautics and Space Administration (NASA) "per desenvolupar el camp de l'astrobiologia i proporcionar un marc científic per a missions de vol."
La NAI és un portal virtual, i és una organització distribuïda que integra els programes d'investigació i formació de l'astrobiologia en comú acord amb les comunitats científiques nacionals i internacionals.

## Història
Tot i que la NASA havia explorat la idea de formar un institut d'astrobiologia en el passat, quan els experiments biològics de la Viking van donar resultats negatius per a la vida a Mart, la pèrdua d'interès públic i dels fons federals per a l'exobiologia no van donar més diners. El 1996, l'anunci de possibles restes de vida antiga al meteorit Allan Hills 84001 de Mart, va portar a un nou interès en el tema. Alhora, la NASA va desenvolupar el Programa Origins, ampliant el seu abast a partir de l'exobiologia a l'astrobiologia, l'estudi de l'origen, evolució, distribució i futur de la vida a l'univers.
El 1998, 9 milions de dòlars es van reservar per finançar la NASA Astrobiology Institute (NAI), un esforç de recerca interdisciplinari utilitzant l'experiència de diferents institucions de recerca científica i universitats de tot el país, vinculat centralitzadament a l'Ames Research Center, a Mountain View, a Califòrnia. Gerald Soffen, excientífic del projecte amb el programa Viking, va ajudar a coordinar el nou institut. Al maig, la NASA va seleccionar 11 equips científics, cadascun amb un Investigador Principal. La NAI es va establir al juliol amb Scott Hubbard com a director interí. El premi Nobel Baruch S. Blumberg a ser nomenat el primer director de l'Institut, i va servir del 15 de maig de 1999 al 14 d'octubre de 2002.
El 2 de desembre de 2010, l'Institut ha anunciat que un dels seus projectes finançats per l'US Geological Survey, havia descobert el primer microorganisme capaç d'incorporar arsènic al seu ADN en lloc de fosfat. El bacteri GFAJ-1 va ser trobat per investigadors d'equip al Mono Llac a Califòrnia, però altres investigadors van qüestionar i van refutar les conclusions.

## Programa
La NASA Astrobiology Program inclou la NAI, tal com un dels quatre components, inclòs el Programa de Biologia Evolutiva i Exobiologia; el Programa d'Astrobiologia de Ciència i Tecnologia de l'instrument Desenvolupament (ASTID) i el Programa Astrobiology Science and Technology for Exploring Planets (ASTEP).

## Equips

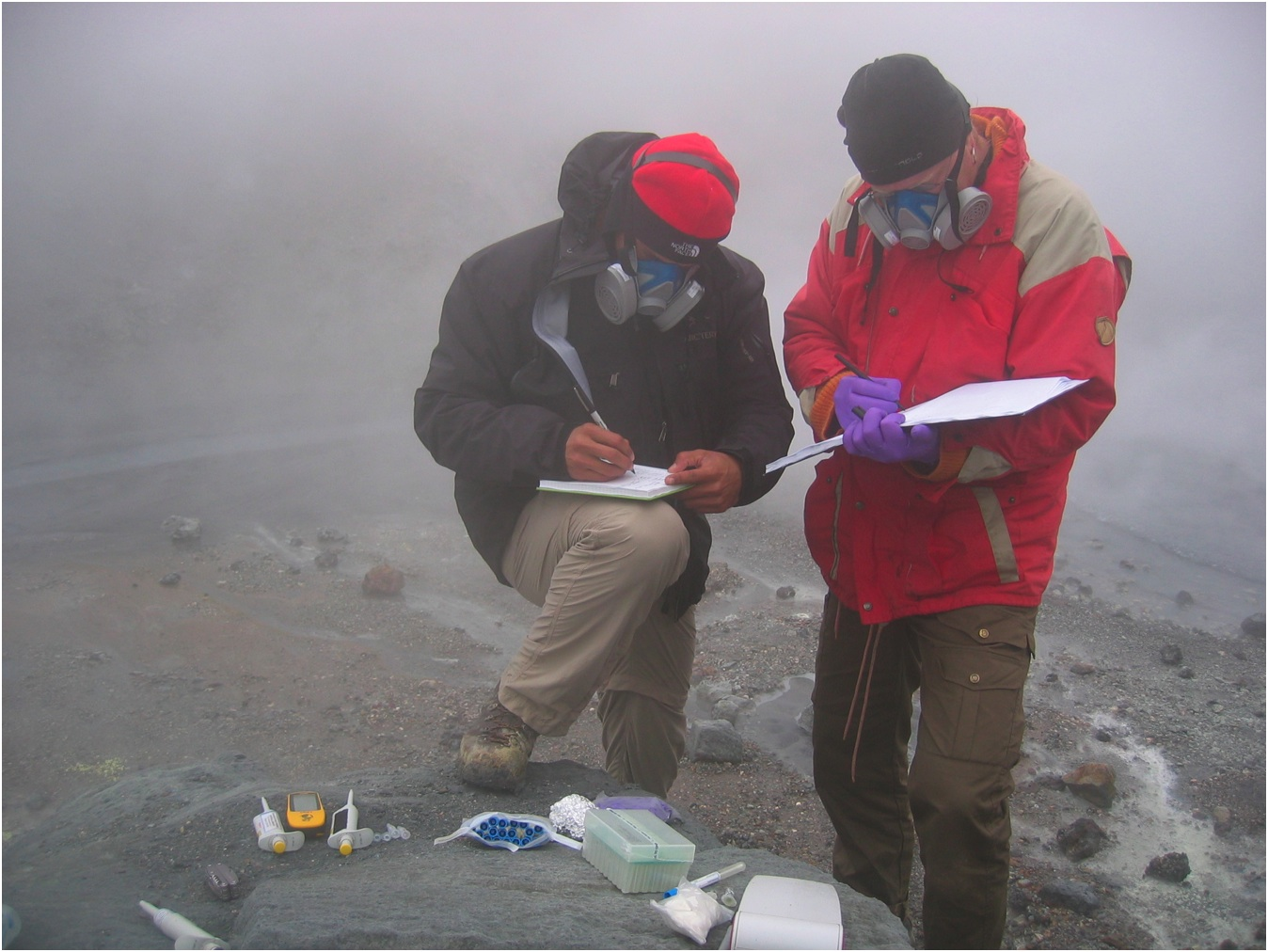
Expedició conjunta russo-NASA Astrobiology Institute (NAI) que estudia la vida microbiana en entorns extrems en el cràter del volcà Mutnovsky a Kamchatka, al llunyà est de Rússia.

A partir del 2015, la NAI compta amb 12 equips, que inclouen uns 600 investigadors distribuïts a través de ~ 100 institucions. També compta amb 13 organitzacions internacionals associats. Alguns equips passats i presents són:
| - Universitat Estatal d'Arizona - Carnegie Institució de Washington - Georgia Institut de Tecnologia - Universitat Harvard - Indiana Universitat - Jet Propulsion Laboratory - Centre Espacial Lyndon B. Johnson - Massachusetts Institute of Technology - Laboratori Biològic marí - Universitat Estatal de Michigan - Universitat Estatal de Montana - NASA Ames Centre de Recerca - Centre de vol espacial Goddard | - Universitat Estatal de Pennsilvània - Rensselaer Polytechnic Institut - The Scripps Research Institute - Institut de SETI - Universitat d'Arizona - Universitat de Califòrnia a Berkeley - Universitat de Califòrnia a Los Angeles - Universitat de Colorado a Boulder - Universitari d'Hawaii, Manoa - Universitari de Rhode Island - Universitari de Washington - Universitari de Wisconsin - Laboratori Planetari virtual |

### Socis internacionals
La NAI té un programa d'associació amb altres organitzacions internacionals d'astrobiologia per proporcionar oportunitats de col·laboració per als seus investigadors dins de la comunitat científica mundial.
- Astrobiology Society of Britain (ASB)
- Australian Centre for Astrobiology (ACA)
- Canadian Astrobiology Network (CAN)
- Centro de Astrobiología (CAB)
- Europeu Exo/Associació de Xarxa de l'Astrobiologia (EANA)
- Helmholtz Alliance: Planetary Evolution and Life
- Instituto de Astrobiología Colombia (IAC)
- Nordic Network of Astrobiology
- Russian Astrobiology Center (RAC)
- Sociedad Mexicana de Astrobiología (SOMA)
- Société Française d'Exobiologie (SFE)
- Centre de Regne Unit per Astrobiologia
- Universitat de São Paulo (USP)

## Recerca
Seleccionats, els temes importants de la investigació interdisciplinària per la NAI a partir de 2008:
- Cometes en espacial i en el laboratori
- Descoberta de la "biosfera rara"
- Habitabilitat primerenca de la Terra
- Mart primerenc humit
- Descobriment i anàlisi d'exoplanetes
- Vida sense el Sol
- Traçadors isotòpics metàl·lics del medi ambient i la biologia
- Metà a Mart
- Ecologia de la catifa microbiana
- Biosferes de modelatge d'exoplanetes
- Orígens de la vida
- Terra bola de neu
- Vida al subfons marí
- L'augment d'oxigen i la "mitjana d'edat" de la Terra